# Цукор, мед та перчик

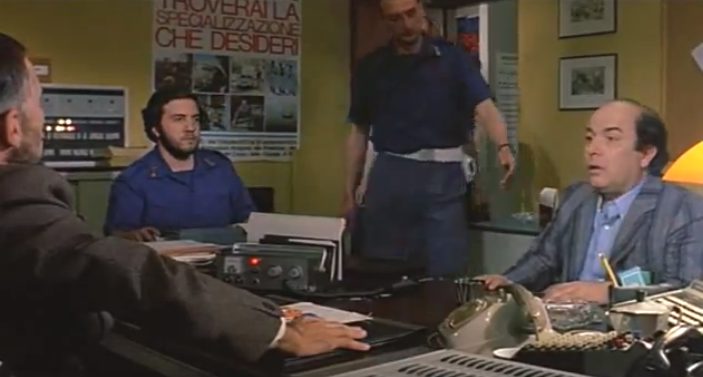
Кадр з фільму

«Цукор, мед та перчик» («Zucchero, miele e peperoncino») — італійська еротична комедія 1980 року, знята режисером Серджо Мартіно на кіностудіях «Dania Film» і «Medusa Distribuzione».

## Сюжет
Фільм розповідає три історії про вбивства, скоєні на ґрунті пристрасті. Валеріо Міланезе — простий чоловік, якого випадково вважають за відомого злочинця. Журналістка приховує його вдома, сподіваючись взяти у нього ексклюзивне інтерв'ю. Джузеппе Мацареллі — справжній невдаха, який навіть не може звести рахунки з життям. Після кількох невдалих моментів він влаштовується в будинок багатої сім'ї як служниця. Ну а третім героєм є простий таксист Плініо Карлоцці, який найбільше у житті обожнює свою машину.

## У ролях
- Ліно Банфі: Валеріо Міланезе / Маттео Пульєзе
- Едвіж Фенек: Амалія Пассалаква
- Енцо Робутті: комісар Дженовезе
- Валеріо Ісідорі: адвокат Мікеліно Лаграста
- Софія Ломбардо: юрист Фінокк'яро
- Піппо Франко: Джузеппе Маццареллі/Джузеппіна
- Дагмар Лассандер: Марі Менкаччі
- Глауко Онорато: Дуїліо Менкаччі
- Діно Емануеллі: адвокат Джузеппе Маццареллі
- Лука Спортеллі: судовий пристав
- Сальваторе Баккаро: фермер
- Марчелло Мартана: лікар
- Ренато Поццетто: Плініо Карлоцці
- Патріція Гарганезе: Розалії Манкузо
- Сал Борджезе: Альфіо
- Сандро Гіані: Саруццо
- Лучано Кровато: Тоні
- Франка Сканьєтті: мати Розалії
- Міммо Полі: батько Розалії
- Еліо Кроветто: Італо Скарнікк'я
- Ренцо Маріньяно: Авреліо Баттістіні, власник виставкового залу
- Джіно Паньяні: адвокат Авреліо Баттістіні
- Марія Тедеші: клієнт таксі
- Джанфранко Барра: суддя
- Герріно Крівелло: канцлер
- Луїджі Леоні: прокурор

## Знімальна група
- Режисер: Серджо Мартіно
- Сценарій: Кастеллано і Піполо
- Продюсер: Лучано Мартіно
- Музика: Маріано Детто
- Оператор: Джанкарло Феррандо
- Художник: Адріана Беллоне